# Dryadaula glycinocoma
Dryadaula glycinocoma är en fjärilsart som beskrevs av Edward Meyrick 1932. Dryadaula glycinocoma ingår i släktet Dryadaula och familjen äkta malar.
Artens utbredningsområde är Etiopien. Inga underarter finns listade i Catalogue of Life.